# Rebell
Die Ausdrücke Rebell (von lat. rebellis, ‚aufständisch‘) und Aufständischer bezeichnen jemanden, der an einem individuellen oder kollektiven Aufstand (Rebellion) beteiligt ist oder diesen in Gang zu setzen versucht.

## Begriffsgeschichte und Sprachgebrauch
Das Wort „Rebell“ leitet sich vom lateinischen Adjektiv rebellis („aufständisch“) ab. Über die mittellateinische Rechtssprache, möglicherweise auch über das Französische vermittelt, wurde es wohl im 15. Jahrhundert ins Mittelhochdeutsche entlehnt. Als Substantiv ist „Rebell“ im Deutschen seit dem 16. Jahrhundert nachweisbar und bezeichnet seither allgemein jemanden, der sich der Obrigkeit widersetzt. Im gleichen Wortfeld sind die Begriffe „Aufrührer“, „Aufständischer“, „Aufwiegler“ oder „Rebell“ mit positiven oder negativen Konnotationen. 
Der Begriff „Rebell“ wird meist wertfrei rezipiert; Terrorist ist eindeutig und sehr negativ konnotiert; der Begriff Freiheitskämpfer positiv. 
Indem Massenmedien in der Berichterstattung für vergleichbare Sachverhalte beide Begriffe variabel einsetzen, werden divergierende Interessenlagen in der internationalen Machtpolitik gut erkennbar.
Widerstandskämpfer nennt man Kämpfer die einer bestehenden Regierung – oft bewaffneten – Widerstand leisten. Oft geschieht dies in paramilitärischen Gruppen. Gemeint sein kann aber auch politischer Widerstand. 

### Nonkonformist
Nonkonformisten sind Menschen, die sich in ihren Ansichten zu politischen oder kulturellen Angelegenheiten von der Masse und dem Mainstream abheben. Rebell wird hier eher als ein sich auflehnender und aufbegehrender Mensch, meist auch Jugendlicher verstanden, der seine Ablehnung der bestehenden Verhältnisse durch sein Äußeres, seine Äußerungen und sein Verhalten zum Ausdruck bringt. Ein Beispiel dafür sind die Halbstarken der Nachkriegszeit.

### Konformistischer Rebell
Die sozialpsychologische Figur des konformistischen Rebells oder auch autoritären Rebells steht nach der kritischen Theorie unter dem Vorzeichen eines autoritären Charakters. Nach diesem Konzept sind bei der autoritär geprägten Person narzisstische Kränkung und Aufwertung, pathische Projektion und konformistische Rebellion miteinander verbunden. Der mit einem schwachen Ich ausgestattete Rebell verfüge dabei über eine „Radfahrernatur“, die gegenüber den Oberen strampelt und Schwächere tritt. 

„Der ambivalente Wunsch, der Autorität anzugehören und sich ihr gleichzeitig zu unterwerfen, führt gemäß der damaligen Auffassung weiterhin dazu, dass das schwache Ich seine Aggressionen gegen Fremdgruppen richten muss, weil es nicht in der Lage ist, sie gegen Autoritäten der eigenen Gruppe zu richten. Indem das schwache Ich sich zum Mitglied eines geschichtsmächtigen Kollektivs phantasiert, setzt es sich zugleich ins Einverständnis mit der Autorität der eigenen Gruppe. Dieser Mechanismus erklärt, warum das schwache Ich als autoritäres nur auftritt, wenn es sich des heimlichen oder ausgesprochenen Einverständnisses der Autorität der Eigengruppe gewiss sein kann. Es rebelliert, aber es rebelliert konformistisch. Damit geht eine enorme narzisstische Befriedigung einher, die Freud einmal den Narzissmus der kleinen Differenzen genannt hat.“

Die konformistische Rebellion gilt als gesellschaftlich akzeptiert. Sie fordert einen starken Staat, etwa um wie bei den Ausschreitungen in Rostock-Lichtenhagen eine wahrgenommene Ordnungslosigkeit zu unterbinden: 

„Die Revolte von rechts, die einem Kinderkreuzzug gleicht, fordert mit gewaltsamen Mitteln massiv Autorität ein: sie wird eingeklagt, weil sie das verspricht, was man verzweifelt
sucht: Eindeutigkeit, Entschiedenheit, Reduktion der komplex gewordenen Gesellschaft.“

Dem Konzept eines konformistischen und autoritären Rebells entspricht auch die Subjektkonstruktion nach Nora Räthzel, bei dem das Subjekt versucht, „handlungsfähig zu sein gegenüber gesellschaftlichen Verhältnissen, denen man sich ausgeliefert fühlt.“ Das Ausmachen von Sündenböcken versetze die Individuen in die Rolle von aktiv Handelnden. Gesellschaftliche Probleme und Widersprüche werden in der Weise transformiert, dass ein innerer Widerspruch in einen Innen-Außen-Widerspruch transformiert werden kann. Es wird eine innere, Schutz bietende Handlungsgemeinschaft produziert. Das autonom handelnde Individuum gilt als die zentrale Größe unserer Gesellschaftsform und ebendiese Ideologie führe dazu, dass grundlegende Unterdrückungsstrukturen nicht wahrgenommen werden, weil das Anerkennen eigener Beschränkungen durch die gesellschaftlichen Verhältnisse bedeuten würde, dass man sich gegen diese Verhältnisse zur Wehr setzen müsste.

## Ähnliche Begriffe
Bedeutungsähnliche Begriffe für Widerstandskämpfer außerhalb der regulären Streitkräfte sind
- Partisan (italienisch)
- Guerilla (spanisch)